# Юдит фон Бранденбург (1302 – 1330)
Юдит фон Бранденбург (на немски: Judith, Jutta von Brandenburg; * пр. 1302, † пр. 1330) от род Аскани от маркграфство Бранденбург, е чрез женитба херцогиня на Брауншвайг и Люнебург.

## Произход
Тя е втората дъщеря на Хайнрих I (1256 – 1318), от род Аскани, маркграф на Бранденбурги на Ландсберг, и Агнес Баварска (1276 – 1345), вдовица на ландграф Хайнрих Млади от Хесен (1264 – 1298), дъщеря на Лудвиг II Строги, херцог на Горна Бавария, и сестра на император Лудвиг Баварски (1282 – 1347).

## Фамилия
Юдит се омъжва през 1318 г. за Хайнрих II фон Брауншвайг-Грубенхаген (1289 – 1351) от род Велфи, херцог на Брауншвайг и Люнебург и от 1322 г. княз на Княжество Грубенхаген.
Двамата имат децата:
- Ридаг (син, † ок. 1366)
- Агнес (* 1318, † пр. 1371), омъжена ок. 1330 г. за херцог Барним III от Померания
- Ото (1320 – 1399), кондотиер в Италия, 1383 г. княз на Таранто, женен от 1376 г. за кралица Джована I от Неапол
- Йохан (* 1321, † 1371), канон на Халберщат
- Луис (* ок. 1323, † пр. 1373), канон на Камин

Хайнрих II се жени втори път през 1330 г. за Хайлвиг Ибелин от кралската фамилия Лузинян от Йерусалим и Кипър.